# Habrobracon radialis
Habrobracon radialis är en stekelart som beskrevs av Telenga 1936. Habrobracon radialis ingår i släktet Habrobracon och familjen bracksteklar. Inga underarter finns listade i Catalogue of Life.